# Dədə Qorqud
Dədə Qorqud è un comune dell'Azerbaigian situato nel distretto di Saatlı. 